# أولاف سولبرغ
أولاف سولبرغ (بالنرويجية البوكمول: Olaf Solberg)‏ هو مجدف نرويجي، ولد في 10 فبراير 1885 في Drammen ‏ في النرويج، وتوفي في 31 يوليو 1968 في باروم في النرويج.

## وصلات خارجية
- أولاف سولبرغ على موقع الاتحاد الدولي للتجديف (الإنجليزية)
- أولاف سولبرغ على موقع اللجنة الأولمبية الدولية (الإنجليزية)
- أولاف سولبرغ على موقع أوليمبيديا (الإنجليزية)